# Honda Logo
Der Honda Logo ist ein Kleinwagen des japanischen Automobilherstellers Honda. Er wurde von 1996 bis 2001 als drei- und fünftürige Steilhecklimousine angeboten. In Europa war er ab 1999 und ausschließlich dreitürig erhältlich.
Optional war der Honda Logo mit einem stufenlosen CVT-Getriebe erhältlich. Das Nachfolgemodell wurde in Europa ab 2001 wie der Vorgänger unter der Bezeichnung Honda Jazz vermarktet.

Auf Basis des Honda Logo entstand auch der Softroader Honda HR-V, der bis 2005 angeboten wurde.

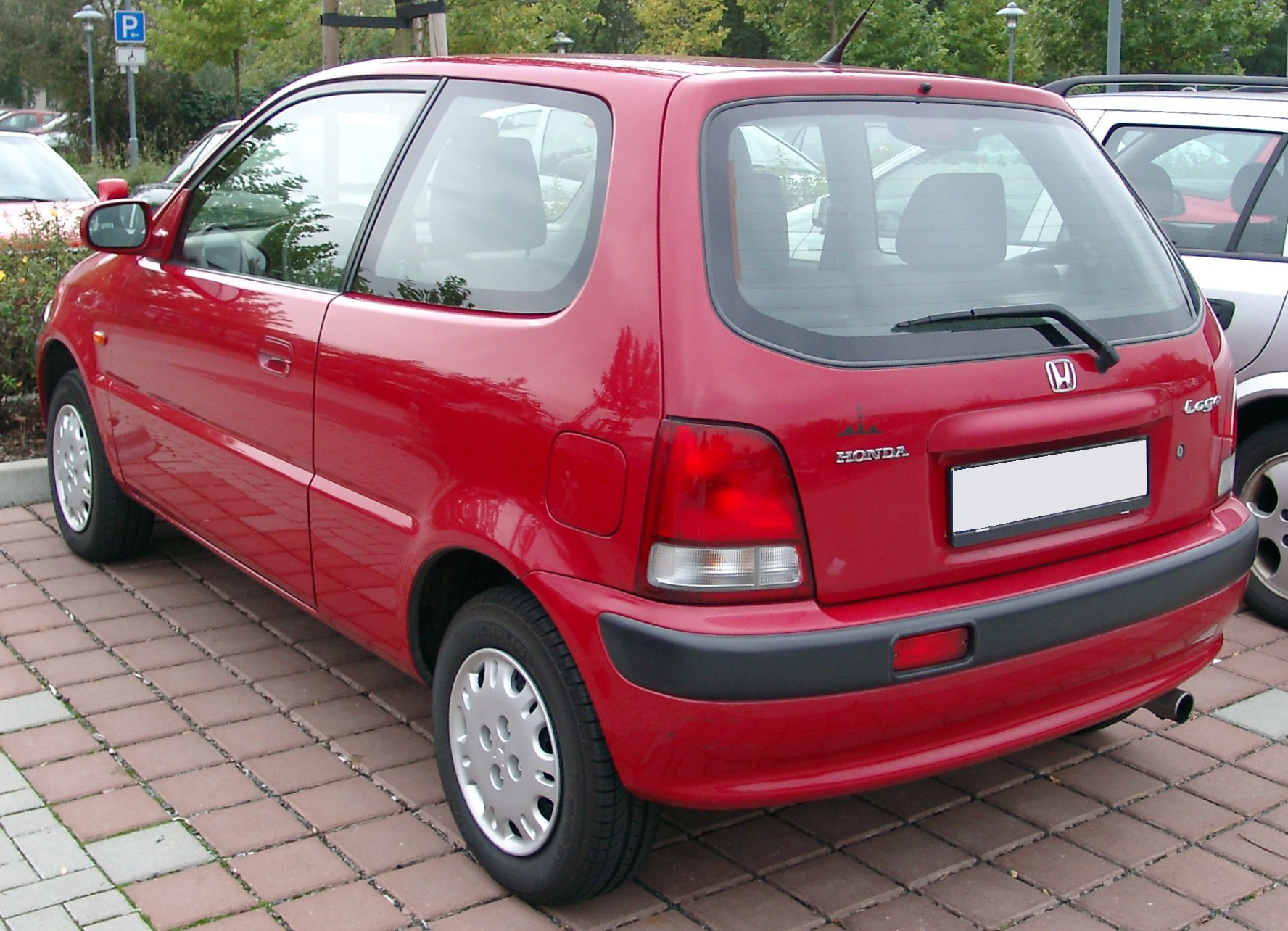
Heckansicht
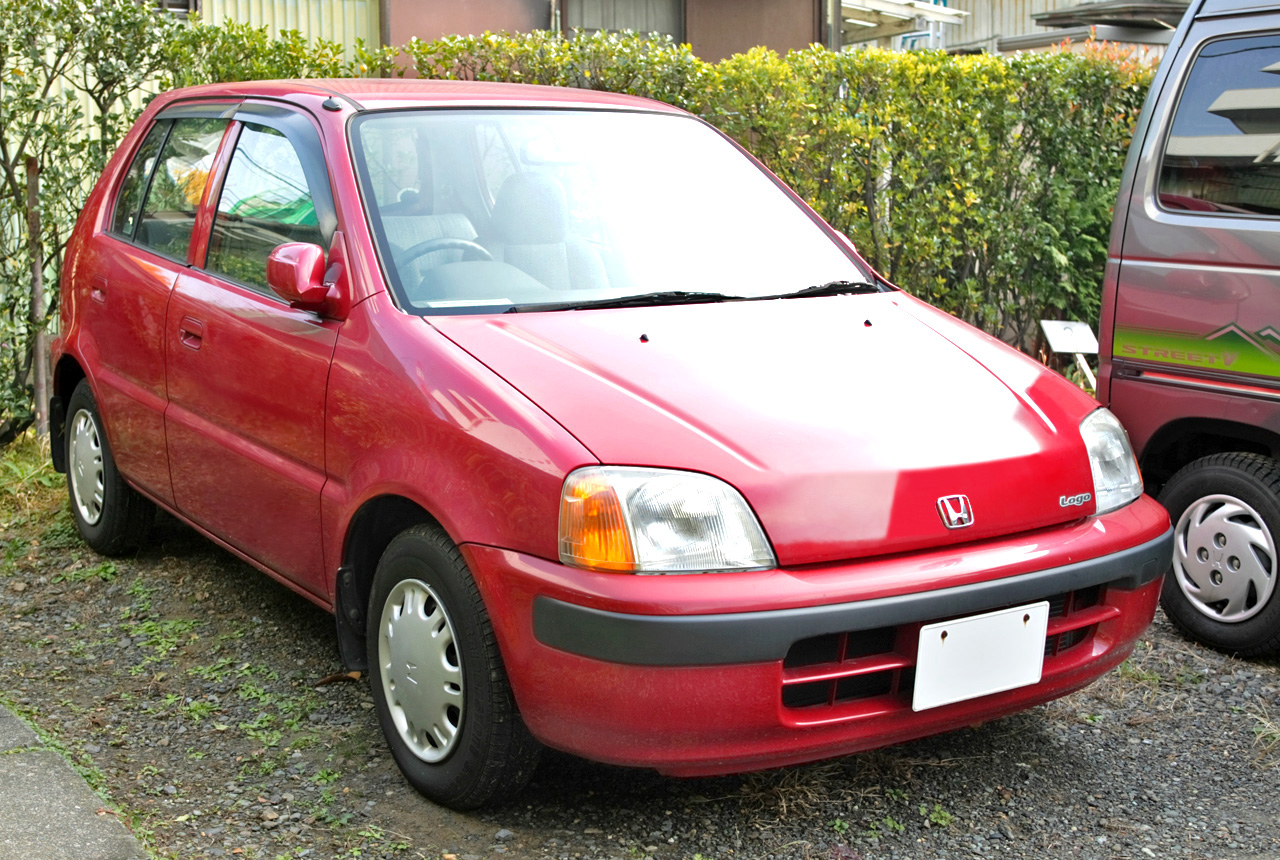
Fünftürer (Vor-Facelift, nicht in Europa)
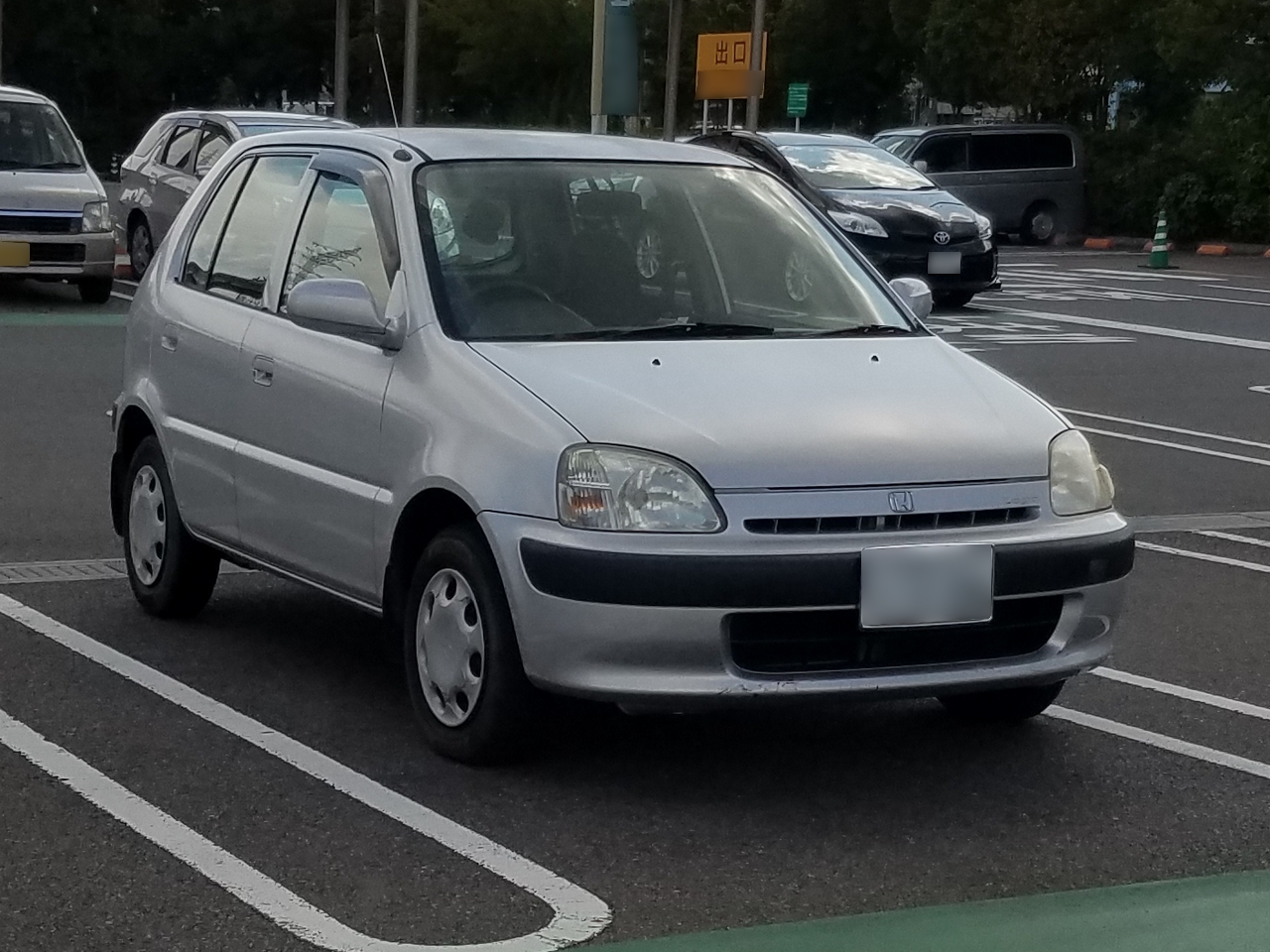
Fünftürer (Facelift)
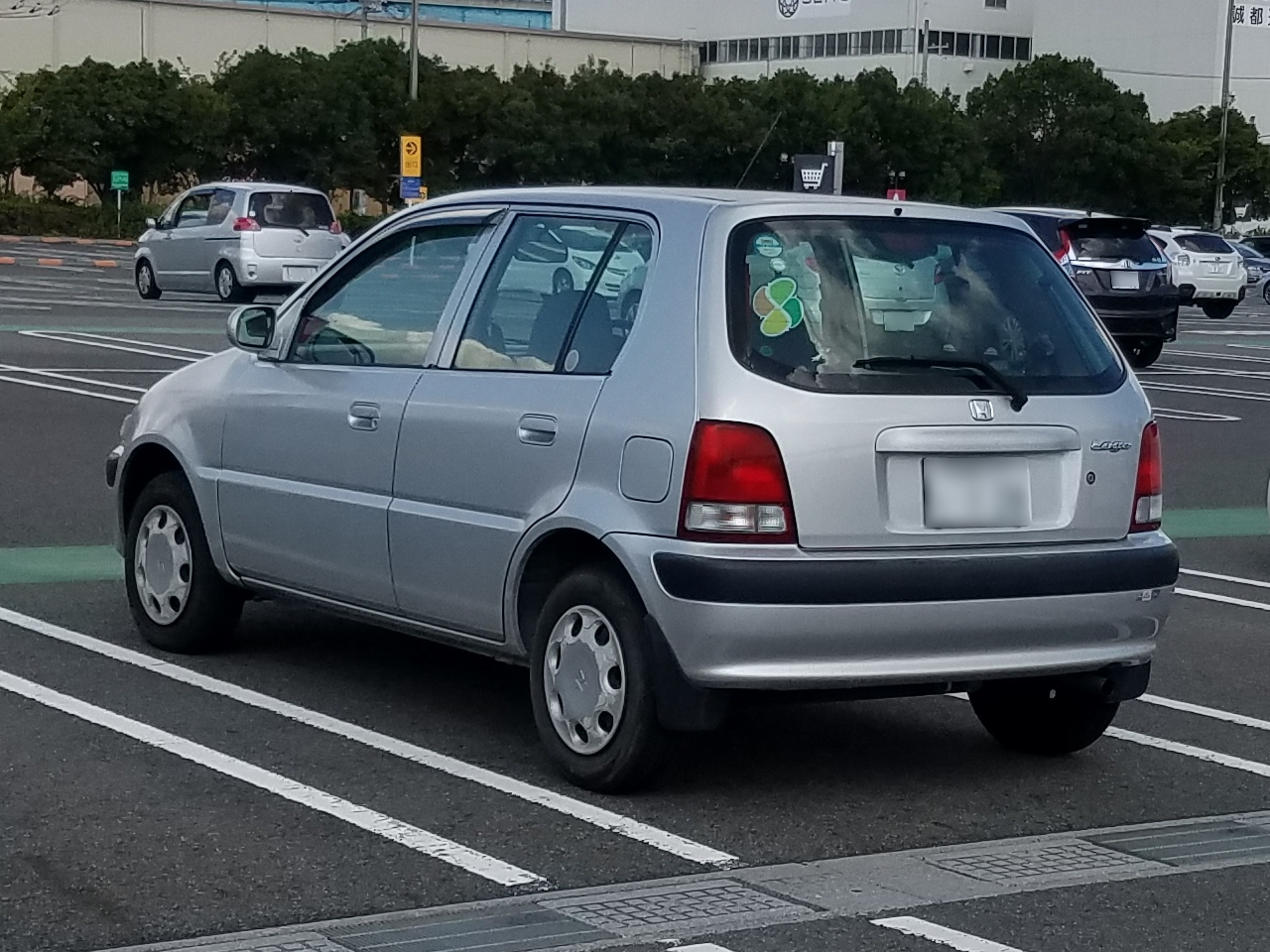
Heckansicht

| Motor 1.3i           | Reihenvierzylinder, Leichtmetall, SOHC |
| Motortyp             | D13B7                                  |
| Hubraum              | 1343 cm³                               |
| Verdichtung          | 9,2:1                                  |
| Leistung             | 48 kW (65 PS) bei 5000/min             |
| max. Drehmoment      | 108 Nm bei 2500/min                    |
| Leergewicht (MT/CVT) | 940/960 kg                             |
| Vmax (MT/CVT)        | 152/145 km/h                           |
| 0–100 km/h (MT/CVT)  | 14,5/15,6 s                            |
| Wendekreis           | 10,2 m                                 |
| Kofferraumvolumen    | 230 l (nach VDA)                       |
| Serienbereifung      | 175/70 R13                             |
| Abgasnorm            | D3 und EU2000                          |
| Verbrauch (MT/CVT)   | 6,3/7,0 l pro 100 km                   |